# Екіпаж: Пошуки дев'ятої планети
Екіпаж: Пошуки дев'ятої планети (The Crew: The Quest for Planet Nine) — настільна гра для 3–5 гравців, розроблена Томасом Сінгом і випущена в 2019 році. У Екіпажі, кооперативній картковій грі з 50 місіями, гравці прагнуть виграти на основі своїх карт завдань, але можуть передавати лише обмежену інформацію на своїх картах. Гра здобула визнання критиків і отримала численні нагороди. У 2021 році вийшло продовження гри під назвою Екіпаж: Місія Глибоке море. В Україні гру локалізувало видавництво «Geekach Games».

## Ігровий процес
Екіпаж — це кооперативна гра з чотирма мастями карт, пронумерованими від одного до дев'яти, і окремою козирною мастю, пронумерованою від одного до чотирьох. На початку кожного раунду гравець з найвищою козирною картою стає командиром і відкриває взятку. Інші гравці повинні зіграти карту, яка відповідає масті першої карти взятки, якщо це можливо. Наприкінці раунду взятку виграє гравець із найвищою картою тієї ж масті, що й карта, яка відкрила взятку, якщо не було зіграно козир, тоді взятку бере гравець із найвищою козирною картою.
У більшості раундів (або «місій») гравцям призначають певну кількість карток завдань — командир обирає перше завдання (якщо їх більше одного), а решта гравців вибирають свої завдання по черзі. Картки завдань відповідають чотирьом звичайним мастям, тому один гравець може отримати завдання виграти карту «рожеву 4», а інший — «зелену 9». Якщо у взятці є карта, що відповідає картці завдання одного з гравців, цей гравець повинен виграти взятку. Раунд вважається переможним для всіх гравців, якщо всі картки завдань виграно; однак, якщо карта завдання виграна іншим гравцем, усі програють, і раунд треба переграти.
У Екіпажі гравці не можуть спілкуватися про свої карти під час гри, за винятком можливості показати одну карту за допомогою жетона комунікації, який можна розмістити зверху, посередині або знизу карти, вказуючи, чи є вона найвищою, єдиною або найнижчою картою цієї масті.
Гра містить щоденник із 50 місіями, які поступово збільшують складність. Деякі місії змінюють правила комунікації, вимагають завершення завдань у певному порядку або вводять інші умови перемоги.

## Перезапуск
У 2021 році вийшла гра Екіпаж: Місія Глибоке море, як продовження оригінальної гри, яка замінила початкові картки завдань 96 новими картками із зазначенням рівня складності, а також 32 новими місіями. У своєму огляді для Paste Magazine, Кіт Ло критикував тему, але відзначив, що гра дозволяє «створювати власні виклики за допомогою системи рівня складності», зробивши висновок, що вона дещо краща за оригінал. Smithsonian Magazine також вважав її кращою за оригінал. Polygon включив продовження до списку найкращих настільних ігор, похваливши нові картки завдань та інновації. Гра також була рекомендована як найкраща казуальна гра 2021 року для American Tabletop Awards.

## Нагороди
У 2020 році гра була номінована на нагороду Kennerspiel des Jahres разом із The King’s Dilemma та Картографи і здобула перемогу. Крім того, вона отримала нагороду на Австрійській ігровій премії (нім. Österreichischen Spielepreis). Також гра перемогла у голосуванні на Deutschen Spielepreis 2020 року та була визнана найкращою грою для знавців на Нідерландській ігровій премії (нід. Niederländischen Spielepreis).
У квітні 2020 року в журналі Spielbox була опублікована додаткова місія для гри під назвою Екіпаж: Політ на МКС з трьома новими завданнями. 